# Les enfants des autres
Les enfants des autres (internationaler Titel: Other People’s Children, dt.: „Die Kinder der Anderen“) ist ein französischer Spielfilm von Rebecca Zlotowski aus dem Jahr 2022. Die Tragikomödie erzählt von einer Lehrerin mittleren Alters, die eine neue Beziehung anfängt. Dabei entsteht eine enge Bindung zur kleinen Tochter ihres Lebensgefährten. Die Hauptrollen übernahmen Virginie Efira, Roschdy Zem, Chiara Mastroianni und Callie Ferreira-Goncalves.
Der Film wurde am 4. September 2022 bei den Internationalen Filmfestspielen von Venedig uraufgeführt. Ein regulärer Kinostart in Frankreich erfolgte ab 21. September 2022. Der österreichische Kinostart von Dein Kind und wir war am 20. Oktober 2023.

## Handlung
Rachel ist 40 Jahre alt. Obwohl sie alleinstehend ist und keine Kinder hat, ist sie zufrieden mit ihrem Leben. Sie arbeitet als Lehrerin an einer Mittelschule, hat einen großen Freundeskreis und hält auch freundschaftlichen Kontakt zu ihren Ex-Männern. Auch nimmt sie Gitarrenunterricht.
Als sie sich eines Tages in Ali verliebt, tritt auch dessen vierjährige Tochter Leila in ihr Leben. Rachel kümmert sich um das Kleinkind, pflegt und liebt es bald wir ihr eigenes. Doch sie muss erkennen, dass die enge Bindung an Leila auch ein mögliches Risiko birgt, vor allem in Bezug auf deren leibliche Mutter Alice. Rachel will sich nicht damit abfinden, im Leben von Leila bloß einen Platz als „Statistin“ einnehmen zu müssen. Ebenso arbeitet die Zeit gegen sie, sollte sie sich in ihrem Alter noch den Wunsch eines eigenen Kindes erfüllen.

## Hintergrund

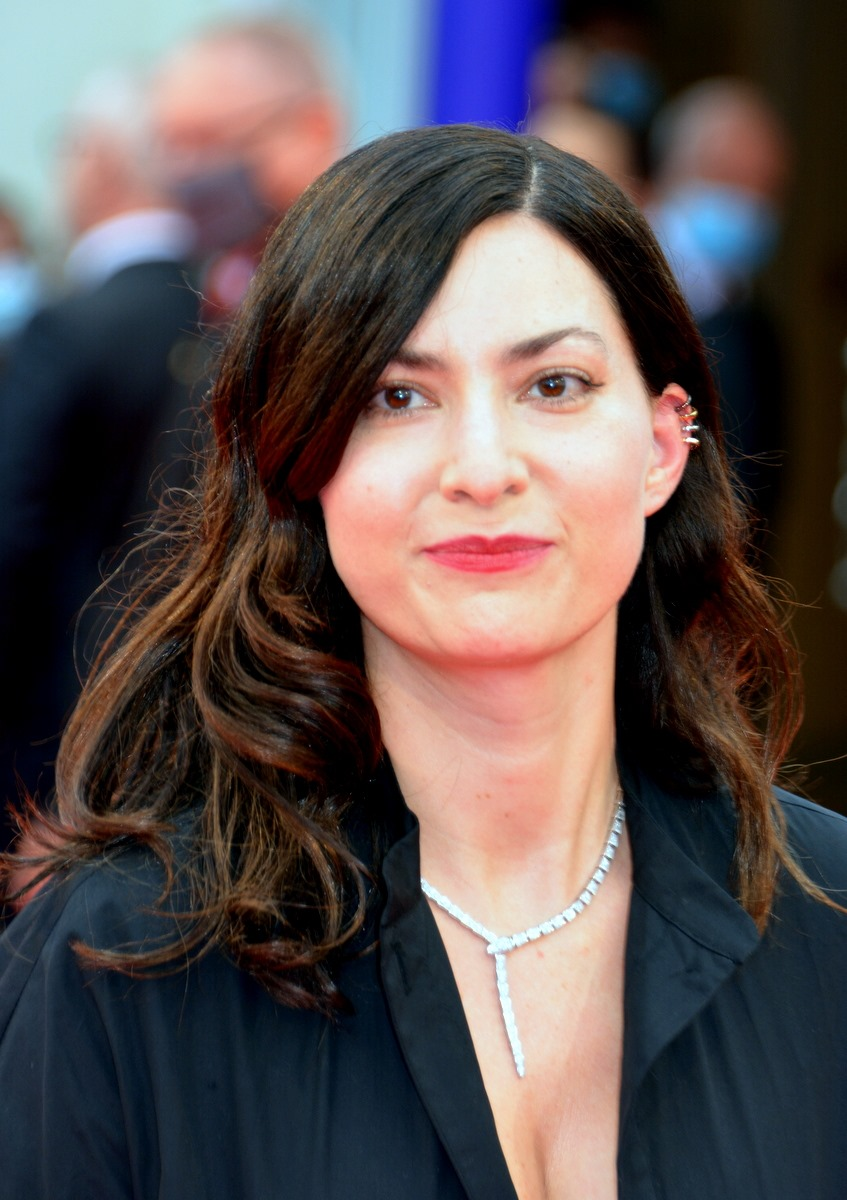
Rebecca Zlotowski (2020)

Les enfants des autres ist der fünfte Spielfilm der französischen Regisseurin Rebecca Zlotowski, für den sie auch das Drehbuch verfasste. Das Werk soll von ihrer Beziehung zum Regisseur Jacques Audiard inspiriert worden sein. In den Hauptrollen besetzte sie Virginie Efira, Roschdy Zem, Chiara Mastroianni sowie die Kinderdarstellerin Callie Ferreira-Goncalves. Mit Zem hatte sie bereits zuvor an dem Fernsehmehrteiler Les sauvages (2019) zusammengearbeitet. In einem Interview bemerkte der Schauspieler den weiblichen Blick Zlotowskis und dass sie seinen Part als Liebhaber von Efira ohne Klischees angelegt hätte. Dabei rief er sich eine Szene in Erinnerung, in der Efiras Figur rauchte und ihm beim Duschen zusah. „Ich bin mit einem Kino, einem Fernsehen, einer Existenz selbst aufgewachsen, die zu 95 Prozents aus Männern bestehen. Dieses alltägliche Patriarchat hat mir geschadet, aber es verschwindet natürlich. Ich merke es schon bei Kindern im Alter meines Sohnes“, so Zem.
Der Film wurde von Frédéric Jouve für Les Films Velvet produziert, der in selbiger Funktion auch alle vorangegangenen Spielfilme Zlotowskis betreute. Als Koproduzent trat France 3 Cinéma auf. Die Ausstrahlungsrechte sicherten sich vorab Canal+, Ciné+ und France Télévisions. Das Projekt wurde von der staatlichen Filmförderungsbehörde Centre national du cinéma et de l’image animée (CNC) sowie den SOFICA-Unternehmen Indéfilms, Cinécap and Cineventure unterstützt. Für Kamera und Schnitt verpflichtete Zlotowski die ihr bekannten George Lechaptois und Géraldine Mangenot, mit denen sie zuletzt an ihrem vorangegangenen Spielfilm Ein leichtes Mädchen (2019) zusammengearbeitet hatte. Die Filmmusik komponierte ihr langjähriger Weggefährte Robin Coudert alias Rob.
Ein Trailer wurde Ende Juli 2022 veröffentlicht.

## Veröffentlichung
Die Premiere des Films erfolgte am 4. September 2022 beim Filmfestival von Venedig. Im selben Monat fand eine Präsentation beim Toronto International Film Festival statt.
Ein regulärer Kinostart in Frankreich erfolgte ab 21. September 2022 im Verleih von Ad Vitam. Die weltweiten Verwertungsrechte sicherte sich Wild Bunch International.

## Auszeichnungen
Für Les enfants des autres erhielt Rebecca Zlotowski ihre erste Einladung in den Wettbewerb um den Goldenen Löwen, den Hauptpreis des Filmfestivals von Venedig.
Bei der Verleihung der Prix Lumières 2023 folgten vier Nominierungen. Ausgezeichnet wurde Virginie Efira als beste Darstellerin.